# Bandera de Aruba

Estandarte del Gobernador de Aruba

La bandera de Aruba fue adoptada oficialmente el 18 de marzo de 1976, tras un concurso en el que participaron más de 630 diseños. Está compuesta por un fondo azul atravesado por dos bandas horizontales paralelas de color amarillo. En el extremo superior se encuentra una estrella de cuatro puntas de color rojo y borde blanco.
El azul representa a los cielos y el mar Caribe, mientras el amarillo representa a la unión entre Aruba y los Países Bajos y el color del wanglo, flor nacional. La estrella roja simboliza a la isla apuntando a los cuatro puntos cardinales en medio del océano. El rojo representa a la tierra y el blanco al choque de las olas sobre las playas. También, las cuatro puntas de la estrella identifican a los cuatro idiomas de la isla: español, papiamento, neerlandés e inglés.
El 18 de marzo de cada año es el Día de la Bandera en Aruba.